# أخدرية متطاولة
أخدرية متطاولة (الاسم العلمي: Oenothera elongata) هو نوع نباتي يتبع جنس الأخدرية من الفصيلة الأخدرية.